# Benoît Mangin
Benoît Franck Mangin (Clamart, 3 giugno 1988) è un cestista francese.